# Almir Tanjič
Almir Tanjič, slovenski nogometaš, * 16. januar 1979.
Tanjič je svojo celotno kariero v slovenski ligi za Primorje, skupno je za klub odigral 193 prvenstvenih tekem in dosegel sedem golov. Ob tem je igral tudi v ciprski ligi za kluba Enosis Neon Paralimni in AEP Paphos.
Za slovensko reprezentanco je leta 2004 odigral tri uradne tekme.